# Eusebio Sacristán
Eusebio Sacristán Mena, również Eusebio (ur. 13 kwietnia 1964 w La Seca) – hiszpański piłkarz i trener piłkarski.

## Życiorys
Karierę rozpoczął w klubie Real Valladolid (1983–1987), następnie przeniósł się do Atlético Madryt (1987–1988), Barcelony (1988–1995), oraz do Celta Vigo (1995–1997). Karierę skończył w 2002 także w klubie z Valladolid. W reprezentacji Hiszpanii wystąpił w 15 meczach.
Po zakończeniu kariery zawodniczej poświęcił się pracy trenera. W latach 2003–2008 pełnił funkcję drugiego asystenta trenera w klubie FC Barcelona. W marcu 2009 przyjął posadę menedżera Celty. Z powodu słabej pozycji klubu w hiszpańskiej drugiej lidze został zwolniony z tego stanowiska w czerwcu 2010 roku. 17 czerwca 2011 roku Eusebio po odejściu Luisa Enrique został szkoleniowcem rezerw FC Barcelony 9 lutego 2015 roku został zwolniony z funkcji trenera pierwszej drużyny. Powodem zwolnienia Eusebio były słabe wyniki drużyny.
Eusebio utworzył szkółkę piłkarską w Valladolid, która szkoli dzieci w wieku od 6 do 12 lat.

## Trofea
FC Barcelona:
- Liga Mistrzów UEFA: 1991-92
- Puchar Zdobywców Pucharów: 1988-89
- Superpuchar Europy UEFA: 1992
- mistrzostwo Hiszpanii (4x): 1990-91, 1991-92, 1992-93 i 1993-94
- Puchar Króla: 1989-90
- Superpuchar Hiszpanii (3x): 1991, 1992 i 1994
- Puchar Ligi Hiszpańskiej: 1983-84